# 🇱🇺
🇱🇺 is een Unicode vlagsequentie emoji die gebruikt wordt als regionale indicator voor het land Luxemburg. De meest gebruikelijke weergave is die van de landsvlag van Luxemburg, maar op sommige platforms (waaronder Microsoft Windows) ziet men de letters LU.
De vlagsequentie is opgebouwd uit de combinatie van de Regional Indicator Symbols 🇱 (U+1F1F1) en 🇺 (U+1F1FA), tezamen de ISO 3166-1 alpha-2 code LU voor Luxemburg vormend.
Deze emoji is in 2010 geïntroduceerd met de Unicode 6.0-standaard.

## Gebruik

De landsvlag van Luxemburg

Deze emoji wordt gebruikt als regionale aanduiding van het land Luxemburg. Door de gelijkenis met de vlag van Nederland, 🇳🇱, wordt deze ook wel abusievelijk voor Nederland gebruikt, vooral bij social media-gebruikers met een extreemrechtse politieke signatuur.

## Codering

De Twemoji-implementatie

### Unicode
In Unicode vindt men de 🇱🇺 met de codesequentie U+1F1F1 U+1F1FA (hex).

### Sneltoets
Er zijn sneltoetsen voor 🇱🇺; in Github kan deze opgeroepen worden met :luxembourg:,  in Slack kan het karakter worden opgeroepen met de code :flag-lu:.